# Apertura di re
La locuzione apertura di re si riferisce a tutte quelle aperture scacchistiche che iniziano con:
1. e4

La prima mossa del bianco è, come diceva Bobby Fischer, "sperimentalmente migliore (Best by test)".
Infatti il pedone di re:
- si sposta al centro;
- controlla la casa d5 situata in campo avversario;
- libera la Regina;
- prepara l'entrata in gioco dell'Alfiere.

L'apertura di re viene ulteriormente classificata in base alla risposta del Nero in:
- Aperture di gioco aperto (o simmetrica): 1. …e5
- Aperture di gioco semiaperto (o asimmetrica): diversa da 1. …e5

L'Enciclopedia delle aperture scacchistiche classifica tutte le aperture di re nei volumi B e C. Il volume C tratta delle aperture di gioco aperto e della difesa francese (1. e4 e6), mentre il volume B di tutte le altre. I rari casi in cui l'apertura di re non evolve in una apertura con una denominazione definita sono descritti coi codici B00, C20, e C50.

## Continuazioni
Le risposte del Nero che vengono trattate in uno o più capitoli dell'enciclopedia delle aperture sono illustrate nel seguito in ordine di popolarità.
- 1…c5 è la continuazione più comune e dà origine alla difesa siciliana. Questa risposta consente al nero di lottare per il centro preparandosi a contrastare la spinta in d4 con …cxd4. La siciliana è una tra le aperture più complesse ed analizzate e le sono dedicati ben ottanta capitoli nell'enciclopedia della aperture contrassegnati dai codici da B20 a B99.
- …e5 dà origine alle classiche aperture di gioco aperto che includono la partita spagnola,  il gambetto di re, la partita italiana, la partita scozzese e la difesa russa. Anche in questa apertura il Nero si prepara a contrastare la spinta in d4 stavolta con …exd4. Queste aperture sono trattate nei capitoli contrassegnati dai codici da C20 a C99.
- …e6 porta alla difesa francese, trattata nei capitoli contrassegnati dai codici da C00 a C19. La risposta trattenuta del nero consente al bianco di giocare 2.d4, ottenendo frequentemente un vantaggio di spazio. In compenso il Nero è preparato a bloccare il centro per difendersi dall'iniziativa dell'avversario e replicare con la spinta in c5.
- …c6 caratterizza la difesa Caro-Kann, trattata nei capitoli contrassegnati dai codici da B10 a B19. Come la difesa francese è considerata una risposta solida, ma qui il Nero deve spesso cedere il controllo del centro (dopo 2.d4 d5 3.Cc3, la linea principale per il Nero è …dxe4). D'altra parte l'Alfiere campochiaro non finirà intrappolato dietro i propri pedoni come invece capita di frequente nella difesa francese.
- …d6 e
- …g6 conducono di solito ad aperture simili chiamate difesa Pirc e difesa moderna. Queste aperture consentono al Bianco di costruire un centro di pedoni con 2.d4, ma il Nero si prepara a portare l'alfiere in g7 e contrattaccare così al centro. Queste aperture sono trattate nei capitoli da B06 a B09.
- …Cf6 caratterizza la difesa Alekhine che invita il bianco a minacciare il Cavallo con 2.e5. Il nero qui è spesso costretto a perdere dei tempi per sfuggire col Cavallo alle minacce che gli vengono portate, consentendo allo stesso tempo al Bianco di costruirsi il centro di pedoni. Il Nero cerca di rendere i pedoni bianchi deboli appunto perché troppo avanzati. Questa difesa è trattata nei capitoli dal B02 al B05.
- …d5 dà origine alla difesa Scandinava, un attacco diretto al pedone in e4 che forza la situazione al centro. Comunque, dopo 2.exd5 Dxd5, il nero perde del tempo dato che la sua Donna si è sviluppata troppo in anticipo. La difesa scandinava è trattata nel capitolo B01 dell'enciclopedia delle aperture.

Le restanti risposte del Nero, oltre a queste otto, sono trattate insieme nel capitolo B00. Alcune di queste hanno ricevuto un'analisi intensiva.
- …Cc6 è la difesa Nimzowitsch
- …b6 è la difesa Owen preparatoria al fianchetto dell'alfiere in b7.
- …a6 è la difesa San Giorgio nella quale il Nero prepara l'avanzata sul lato di Donna ignorando per il momento il centro. Questa apertura suscitò una certa attenzione dopo che Tony Miles la usò per sconfiggere Anatolij Karpov nel 1980.

Altre risposte a 1.e4 sono ancora più rare ed hanno nomi esotici, ma sono generalmente considerate inferiori e non hanno ricevuto attenzioni significative da parte dei Grandi Maestri.
- 1…a5   difesa Corn Stalk
- 1…Ca6 difesa Lemming
- 1…f5     difesa Fred
- 1…f6     difesa Barnes
- 1…g5    difesa Borg
- 1…h5    difesa Goldsmith
- 1…h6    difesa Carr
- 1…Ch6 difesa Adams